# Cononedys scutellata
Cononedys scutellata är en tvåvingeart som först beskrevs av Johann Wilhelm Meigen 1835.  Cononedys scutellata ingår i släktet Cononedys och familjen svävflugor. Inga underarter finns listade i Catalogue of Life.